# Franjo Losert
Franjo Losert (u spisima: Franz Lossert, također Lozar i Lozart) (?, oko 1748. – Varaždin, 31. svibnja 1804.), varaždinski graditelj. 
Po školovanju je bio "murarius", odnosno zidarski majstor. Radio je projektne nacrte, te vodio izgradnju, popravke i procjene zgrada. U Varaždin je došao prije 1783. te je u početku radio kao zidarski pomoćnik. Kao graditelj se afirmirao na obnovi varaždinske gradske vijećnice (1789. – 92.), za koju je projektirao i izveo novo pročelje s tornjem. To bi bilo i njegovo najznačajnije djelo.
Od ostalih značajnih radova, ističe se nadogradnja kapele sv. Fabijana i Sebastijana kojoj je oblikovao novo pročelje (1796.) i toranj (1799. – 1800.). Izvan Varaždina, gradio je župni dvor u Knegincu (1796.) te projekt za župni dvor u selu Žabnik (1802.).
Od manjih projekata ističe se Czinderyjeva streljana (1793.), javna streljana u parku Prater (danas Graberje u Varaždinu, 1793.), mala ciglana (1795.), mrtvačnica na groblju sv. Florijana (1797.), te gradska gostionica kod Dravskog mosta (1796.). Radio je i privatne kuće, među kojima i vlastitu u Ulici V. Lisinskog (1791.). 
Godine 1804. bio je angažiran na izmjeri zemljišta za izgradnju palače Erdödy-Oršić, no umro je iste godine. Zasad nije poznato je li napravio i projekt za ovu veliku i reprezentativnu zgradu. 
U Losertovoj se arhitekturi vidi pomak od razvijenog baroknog stila na gradskoj vijećnici, pa sve do posve jednostavnog kasnobaroknog oblikovanja kapele sv. Fabijana i Sebastijana.